# Guy Chantepleure
Guy Chantepleure (Paris, França, 1 de fevereiro de 1870 – Mayenne, França, 26 de junho de 1951, foi uma escritora francesa, que escrevia sob esse pseudônimo, e cujo verdadeiro nome era Jeanne-Caroline Violet, depois Sra. Edgar Dussap. 

## Biografia

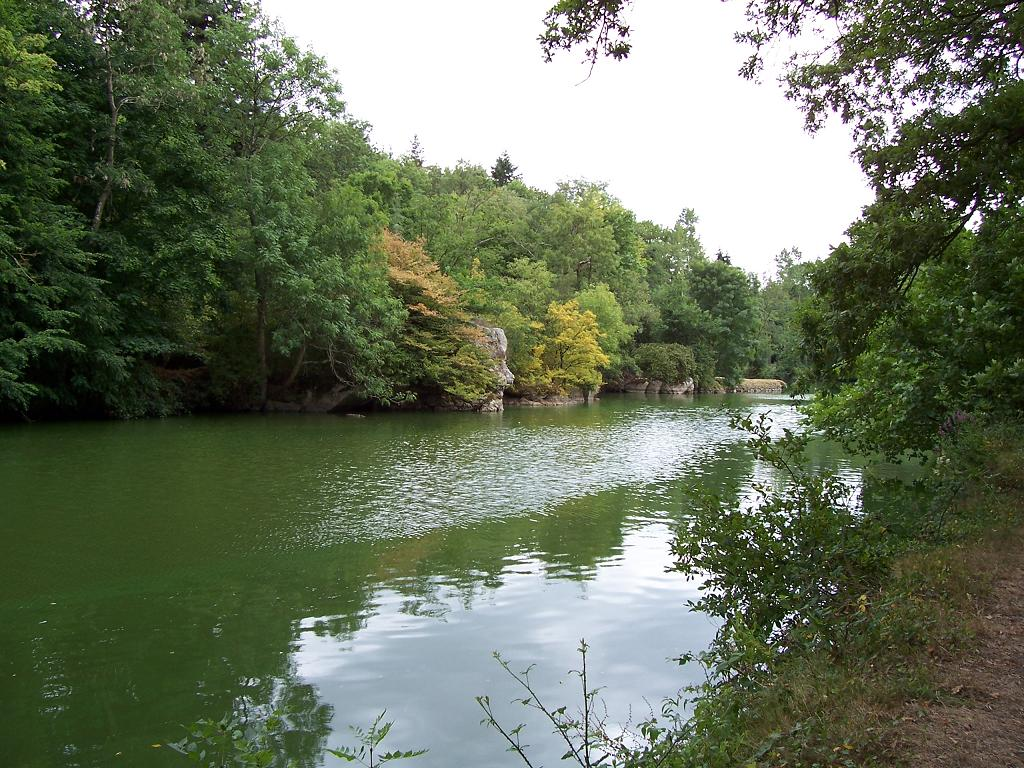
Mayenne, cidade onde viveu e faleceu Guy Chantepleure

Autora de livros românticos, era casada com Edgar-Étienne Dussap (falecido em 1950), que foi cônsul da França em Atenas. Jeanne estava com ele na cidade de Janina, na Turquia, que foi sitiada pelos gregos entre 1912 e 1913. Seu comportamento, na ocasião, dadas as dificuldades das circunstâncias, foi inteligente e enérgico. Dussap posteriormente foi escalado para Sydney, onde ocorreu a viagem descrita em Escales océaniennes, na Nova Caledônia, em La Pérouse. Ela viveu alguns anos na cidade de Mayenne, e ali faleceu.
Uma das ruas de Janina tem o nome de Guy Chantepleure.

## Obras
- Ma conscience en robe rose, Lemerre, 1895, Editora Calmann-Lévy, 1901 e 1912
- Fiancée d'Avril, Editora Calmann-Lévy, 1898, 1902, 1912, 1950
- Le Château de la vieillesse, Tours: Editora A. Mame et fils, (1900). As ilustrações são de Lucien Métivet
- Collection des romans honnêtes, 1909, 1911, 1915, 1922
- Les ruines en fleurs (Ruínas em Flor), Editora Calmann-Lévy, 1901, 1926
- Mon ami l'oiseau bleu, Tours: Editora A. Mame et fils, 1901
- Âmes féminines, Paris: Calmann Lévy, 1902, 1905
- Sphinx blanc, Paris: Calmann-Lévy, 1903, 1904, 1922
- L'Aventure d'Huguette, Paris: Calmann-Lévy, 1904
- Le Théâtre de la primevère (6 peças para crianças). Illustrações de Lucien Métivet. Tours: A. Mame et fils, (1904): Florizel et Percinette; La Migraine de l'impératrice; Lydie. Les Trois fées; Diplomate ou voleur; Mariage de raison, 1924
- Le baiser au clair de lune (Beijo ao Luar), Paris : Calmann-Lévy, 1908. Publicado também no suplemente de Nouvelle mode, 1948
- La folle histoire de Fridoline, Paris: Calmann-Lévy, 1908 1948
- Malencontre. Paris: Calmann-Lévy, 1910, 1935
- La Passagère (A Passageira). Paris: P. Lafitte, 1911, 1939, 1945. Há um filme baseado nesse romance.
- Le Hasard et l'amour. Paris : Calmann-Lévy, 1911
- La Ville assiégée, Janina, outubro de 1912-março de 1913. Paris: Calmann-Lévy, 1913
- Mariage de raison, comédie en 1 acte, en prose... Extraído de Lisez-moi bleu, 1 de setembr de 1918
- L'Inconnue bien-aimée... (A Misteriosa Bem-Amada). Paris: Calmann-Lévy, 1925
- Le Magicien. Paris: Calmann-Lévy, 1927, 1948
- Le Cœur désire... Paris: Calmann-Lévy, 1931, Collection nouvelle ;
- Comédie nuptiale... Paris: Calman-Lévy, 1932. Lisez ;
- Escales océaniennes. Nova Caledônia, Condominium des Nouvelles-Hébrides. Paris: Calmann-Lévy, 1935
- Eux et nous sur un bateau. Paris: Calmann-Lévy, 1936
- Mes souvenirs de Bali. Paris: Calmann-Lévy, 1938

## Guy Chantepleure na língua portuguesa
Alguns romances de Guy Chantepleure foram publicados, no Brasil, entre os anos de 1940 e 1960, numa coleção intitulada “Biblioteca das Moças”, pela Companhia Editora Nacional, de São Paulo. Teve 7 títulos publicados num total de quase 180 títulos da coleção, que se tornou popular entre mulheres jovens:
- Noiva (nº 12 da coleção Biblioteca das Moças)
- Beijo ao Luar (nº 13 da coleção Biblioteca das Moças )
- A Passageira (nº45 da coleção Biblioteca das Moças)
- A Fadazinha (nº 126 da coleção Biblioteca das Moças)
- O Castelo Encantado, Biblioteca das Moças, 1928, 1929.
- A Comédia Nupcial, Biblioteca das Moças, 1929.
- Doida Aventura, Biblioteca das Moças, 1927.

Outras publicações:
- Ruínas em Flor (Livraria do Globo)
- A Misteriosa Bem-Amada (Editora Figueirinhas)
- A Passageira (Editora Livraria Castilho)

## Guy Chantepleure no cinema
- La de los ojos color del tiempo - filme argentino de 1952, baseado em romance de Guy Chantepleure. O roteiro adaptado é de Luís César Amadori[2]
- La passagère – filme francês de 1949, adaptado da obra de Chantepleure pelo roteirista André Haquet[3]
- Malencontre – filme francês de 1920, baseado no romance "Malencontre", de Guy Chantepleure[4]
- La passaggera – filme italiano de 1918, baseado no romance de Chantepleure[5]